# Palazzo Salimbeni
Palazzo Salimbeni (già Rocca Salimbeni o Castellare Salimbeni) è un edificio storico del centro di Siena, sede centrale della Banca Monte dei Paschi di Siena. È situato in piazza Salimbeni.

## Storia

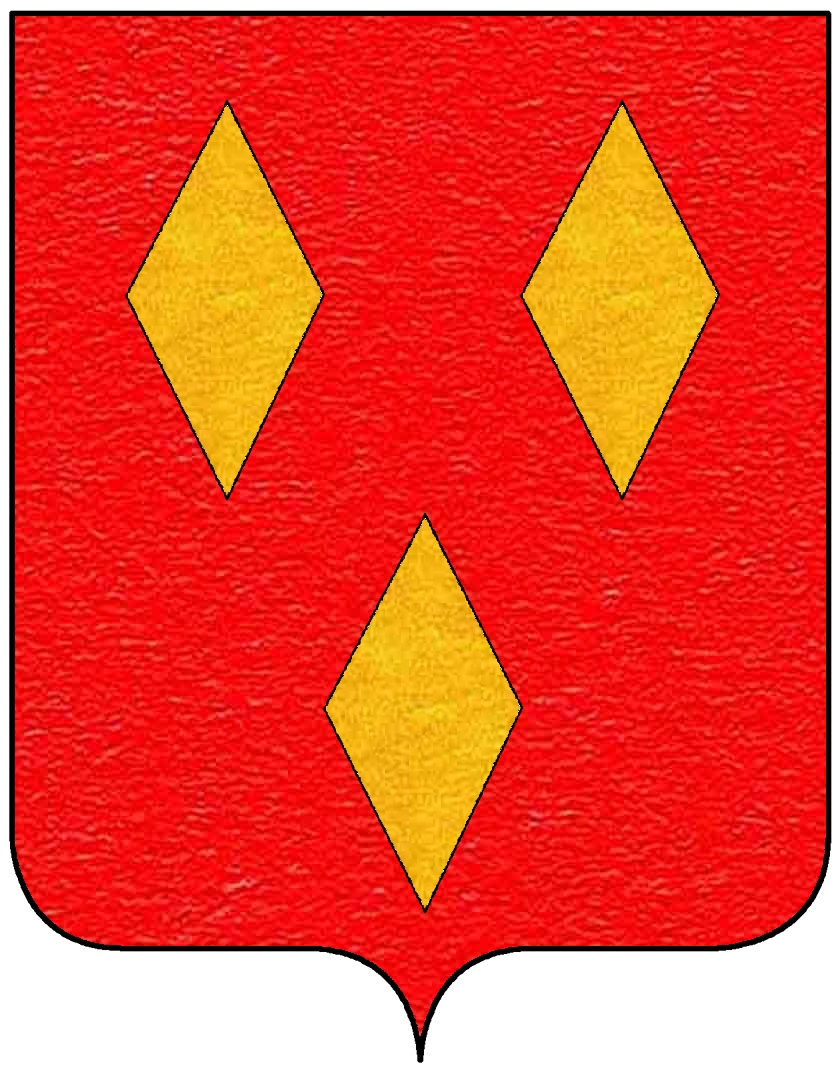
Stemma dei Salimbeni

Il palazzo fu edificato nel XIV secolo, ampliando un castellare della famiglia Salimbeni preesistente del XII o XIII secolo, appoggiato alle mura altomedievali nei pressi della chiesa di San Donato. La parte posteriore del palazzo mostra i segni più vistosi della sua edificazione medievale. Sono ancora presenti: una delle due antiche torri e l'originario Fondaco dei Salimbeni.
Nel 1419 fu confiscato dalla Repubblica senese per divenire, in parte, Dogana del Sale e ufficio di Gabella. Dal 1472 vi ebbe sede anche il Monte Pio (Monte di Pietà), istituito per porre un freno alla diffusa pratica dell'usura. Nel 1866 il Monte Pio fu incorporato da un'altra istituzione, il Monte dei Paschi (cioè dei pascoli), che concedeva prestiti tenendo a garanzia delle sue operazioni le rendite pubbliche annue dei pascoli di Maremma, controllati appunto dal demanio senese.
Nel 1866 il palazzo fu acquistato dal Monte dei Paschi, che ne fece la sua sede centrale. Fu quindi restaurato e rimaneggiato in stile neogotico dal 1877, ad opera di Giuseppe Partini, che demolì alcuni corpi e ne sopraelevò altri, aggiungendo strutture e paramenti in stile antico. Ancora nel Novecento fu condotto un restauro da Carlo Ariotti e Vittorio Mariani, quando furono rimaneggiati anche i palazzi laterali della piazza, che assunsero l'aspetto attuale.
Nel 1959 il Monte dei Paschi di Siena decise di dare un nuovo assetto alla sua sede storica, ipotizzando anche la costruzione di un nuovo edificio alla Lizza nel quale trasferire parte dei servizi. Pierluigi Spadolini viene incaricato di questo progetto generale di restauro e riordino.

## Contesto urbano

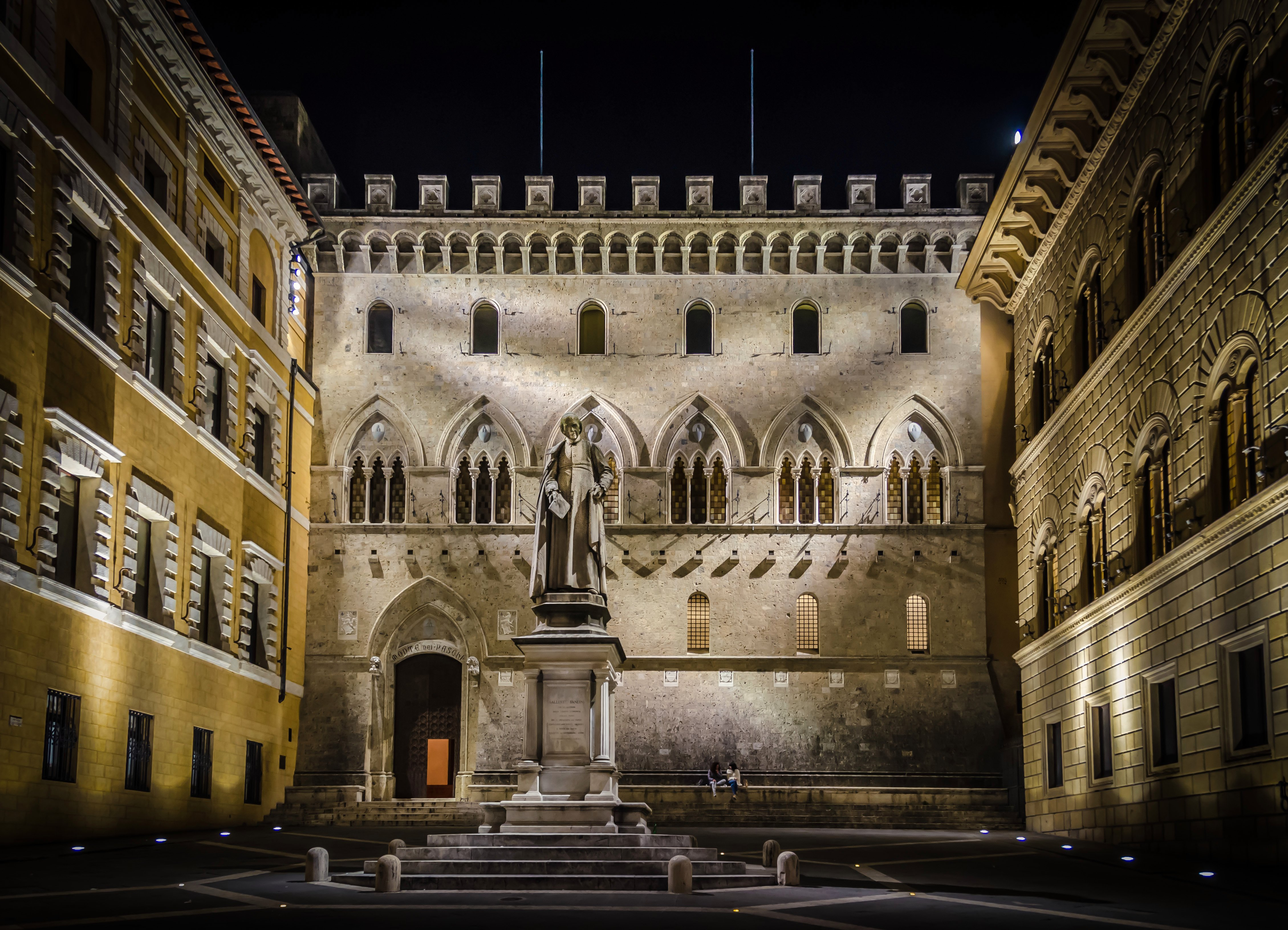
Veduta notturna di Piazza Salimbeni con il Palazzo Salimbeni al centro, il Palazzo Tantucci a sinistra e il Palazzo Spannocchi a destra

Il Palazzo Salimbeni è situato nell'omonima piazza Salimbeni. La piazza è costeggiata su un lato dalla rinomata via Banchi di Sopra, che rappresenta anche l'unica via di accesso. Sul lato opposto si trova appunto il Palazzo Salimbeni, mentre a sinistra e a destra si trovano, rispettivamente, il Palazzo Tantucci, originariamente progettato alla metà del 1500 dal Riccio, e il Palazzo Spannocchi, originariamente quattrocentesco (1470) e progettato da Giuliano da Maiano. Tutti e tre i palazzi furono rimaneggiati e restaurati nell'Ottocento da Giuseppe Partini che dette all'intera piazza l'aspetto attuale.
Al centro della piazza svetta la statua di Sallustio Bandini, opera di Tito Sarrocchi del 1882.

## Architettura
Il palazzo è in stile gotico senese. I rimaneggiamenti ottocenteschi e novecenteschi in stile neogotico hanno cercato di riprodurre lo stile della Siena del Trecento, con le trifore sotto archi a sesto acuto, la merlatura in alto e la fila ininterrotta di archi ciechi sotto di essa, tutti elementi che ricordano quelli del trecentesco palazzo Pubblico della stessa città.
La facciata posteriore del palazzo, raggiungibile da via dell'Abbadia, è in cotto e serrata tra due poderosi torrioni.

## I dettagli dell'intervento di Spadolini
L'impostazione del progetto venne costantemente accompagnata, discussa e confortata dalla commissione presieduta da Ranuccio Bianchi Bandinelli e dal locale sovrintendente e fu preceduta da un'accurata ricerca d'archivio (condotta dall'architetto Giovanni Padalino) e da saggi delle murature e delle fondazioni: Spadolini si concentrò in particolar modo nel vano scala centrale, nei nuovi locali della sala di studi e del centro convegni e nella ridefinizione dei fronti sul cortile della dogana. Il progetto e la costruzione procedettero per fasi distinte e successive: il primo intervento consistette nella costruzione di una nuova scala (nel punto di incontro tra il palazzo Spannocchi, il fondaco e il palazzetto Salimbeni) a collegamento tra i diversi nuclei degli uffici e comportò la demolizione di alcuni volumi e la creazione di una galleria sotterranea (a raccordo fra la nuova succursale e il tesoro) che si configurava come risanamento delle fondazioni del fondaco. Il secondo, verso il cortile, consistette nella demolizione della vecchia succursale in stile neogotico e nella conseguente rimessa in luce del cortile prospiciente l'antico castellare verso la valle: in tal modo vennero ritrovate la vecchia facciata e la sovrapposizione delle arcate della galleria, cosiddetta del Peruzzi. Il terzo affrontò la totale ristrutturazione del palazzetto Salimbeni sul quale viene ridisegnata una nuova facciata in mattoni e il restauro degli interni dell'antico fondaco e della grande stanza di ingresso. L'ultima fase, progettualmente la più rilevante, affrontò la messa in luce dell'antica torre dei Salimbeni alla quale venne addossata la nuova scala a elica in cemento armato. I lavori furono conclusi alla fine degli anni settanta con il restauro della chiesa di San Donato trasformata in sala congressi e spazio museale della quadreria del Monte dei Paschi.
Per quanto riguarda l'interno, al piano primo l'intervento di Spadolini si è limitato a opere di restauro che hanno portato in alcuni casi alla piena riqualificazione di alcuni spazi (vedi la galleria dei Peruzzi). Per quanto concerne la destinazione d'uso, nei palazzi Tantucci, Spannocchi e Ranieri Salimbeni sono stati ubicati gli uffici e la direzione generale, mentre nella parte centrale e nella rocca, gli ambienti di rappresentanza con la grande sala della rocca stessa per convegni e congressi, la sala delle armi come archivio storico, la galleria dei Peruzzi come passi perduti della sala della Deputazione e della Presidenza, il fondaco come ingresso e la parte retrostante il fondaco come pinacoteca.

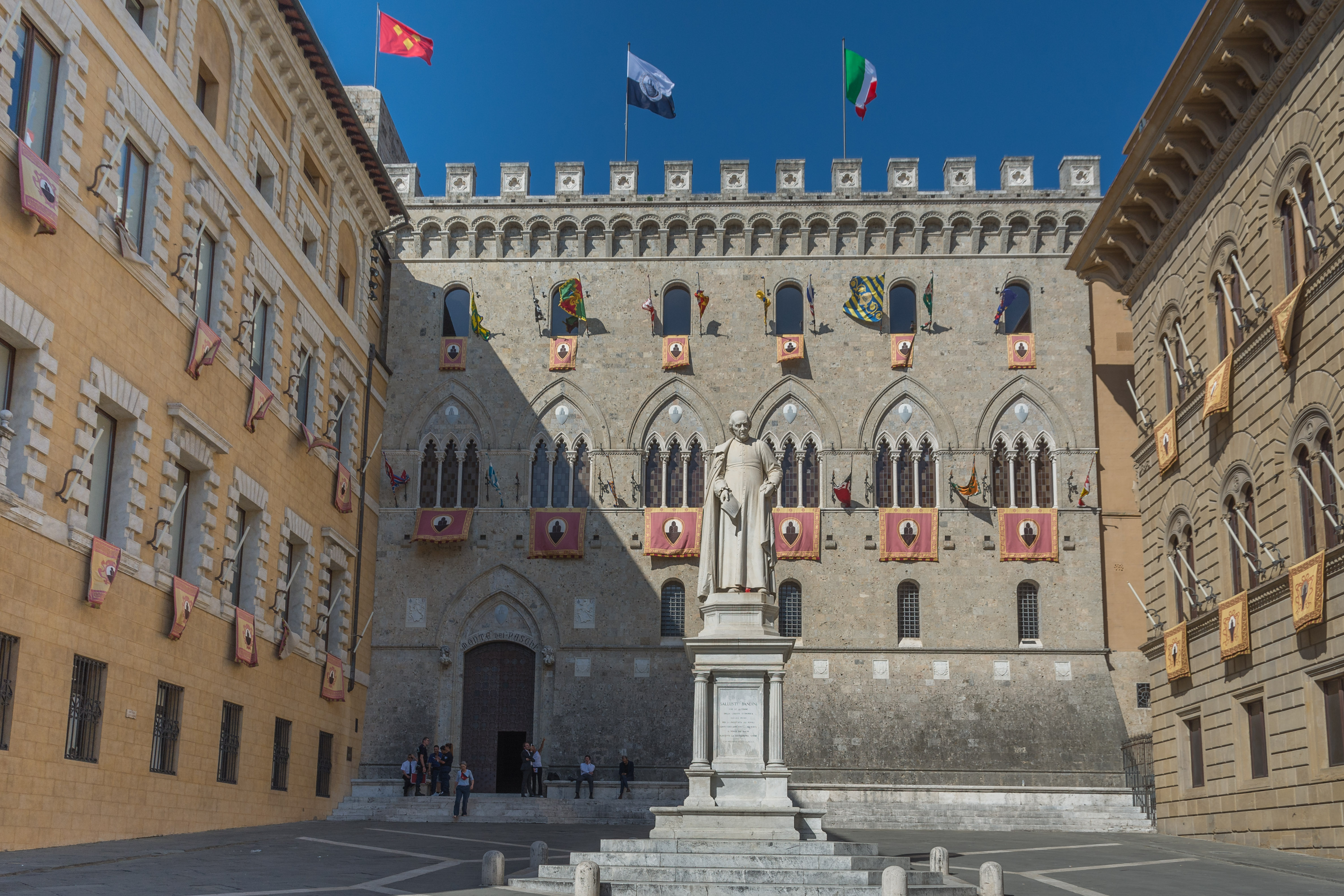
Palazzo Salimbeni imbandierato durante i quattro giorni del palio del 2 luglio 2016

## Pinacoteca
Le collezioni d'arte della banca sono specializzate nell'arte senese e comprendono opere di Pietro Lorenzetti, il Sassetta, Jacopo della Quercia, Sano di Pietro, Domenico Beccafumi, Bartolomeo Neroni, Francesco Vanni, Rutilio Manetti, il Rustichino, Bernardino Mei e Alessandro Franchi.

## Archivio storico
A palazzo Salimbeni ha anche sede l'archivio storico del Monte dei Paschi, contenente numerosi documenti, sigilli, libri d'amministrazione, ecc.